# Casa Panisello
La casa Panisello és un edifici d'habitatges d'Amposta inclòs a l'Inventari del Patrimoni Arquitectònic de Catalunya.

## Descripció
És un edifici d'habitatges de planta quadrangular, de planta baixa i pis, i coberta plana. Presenta una organització simple de façana d'acord amb un eix de simetria central: porta principal al mig, emmarcada per pilastres amb volutes als capitells i amb llinda al damunt, amb una finestra a banda i banda amb coronament esculturat. Al pis superior hi ha un gran balcó al centre, amb coronament superior sostingut per mènsules esculturades amb motius de fulles i rematat per una espècie de frontó esculpit, a més d'una finestra a cada costat amb el mateix tipus de coronament vist per a les finestres de la planta baixa. Tota la superfície de la façana d'aquests dos nivells presenta un encoixinat quasi sense volum, una cornisa i una barana d'obra amb pinyes a dalt de tot completant el conjunt.

## Història
Fou construïa als mateixos anys que la casa Adell per membres de la mateixa família.